# آدم ليفينغستون
آدم ليفينغستون (بالإنجليزية: Adam Livingstone)‏ هو لاعب كرة قدم بريطاني في مركز الدفاع، ولد في 22 فبراير 1998 في اسكتلندا في المملكة المتحدة. لعب مع نادي ماذرويل.

## وصلات خارجية
- آدم ليفينغستون على موقع قاعدة بيانات كرة القدم.إي يو (الإنجليزية)
- آدم ليفينغستون على موقع Soccerbase.com (لاعب) (الإنجليزية)
- آدم ليفينغستون على موقع Soccerway.com (الإنجليزية)
- آدم ليفينغستون على موقع عالم كرة القدم.نت (الإنجليزية)